# Ricarda Malaspina
Ricarda Malaspina (em italiano: Ricciarda Malaspina; Massa, 3 ou 6 de março de 1497 – provavelmente Massa, 13 ou 16 de junho de 1553) foi uma nobre italiana, soberana do marquesado de Massa e senhorio de Carrara por dois períodos: de 1519 a 1546 (ano em que foi temporariamente destituída à força) e depois, de 1547 até sua morte.
Foi a última representante do ramo de Massa da família Malaspina do Spino Fiorito (Espinho florido).

## Biografia

### Nascimento, família e primeiro casamento
Ricarda era a secundogênita de Antonio Alberico II Malaspina e de Lucrécia d'Este (filha de Sigismundo d'Este, senhor de San Martino in Rio, e neta de Nicolau III d'Este, Marquês de Ferrara). O pai tornara-se em 1481 Marquês de Massa e Senhor soberano de Carrara, cargo que dividiu com o próprio irmão Francisco (morto em 1484). Em 1483 este revoltou-se contra António Alberico, mas acabou exilado ficando apenas com a posse dos dois pequenos feudos Malaspina di Sannazzaro e Scaldasole na Lombardia (que dependiam do Ducado de Milão) e continuando a assumir-se como pretendente ao trono do Marquesado de Massa.
Sem descendência masculina e contrariando a lei sálica que vigorava no Sacro Império Romano-Germânico, António Alberico II institui como herdeira a filha primogénita, Leonor, que em 1515 viria a casar com o rico patrício genovês Cipião Fieschi, conde de Lavagna, obtendo assim o apoio da poderosa República de Gênova. Mas, no mesmo ano, Leonor morre.
Passado o período de luto, no ano seguinte, o Marquês decide casar a sua segunda filha, Ricarda, com o seu anterior genro, agora viúvo. O matrimónio, do qual nasceu uma menina, Isabel, durou apenas quatro anos dada a morte do noivo.

### Segundo casamento

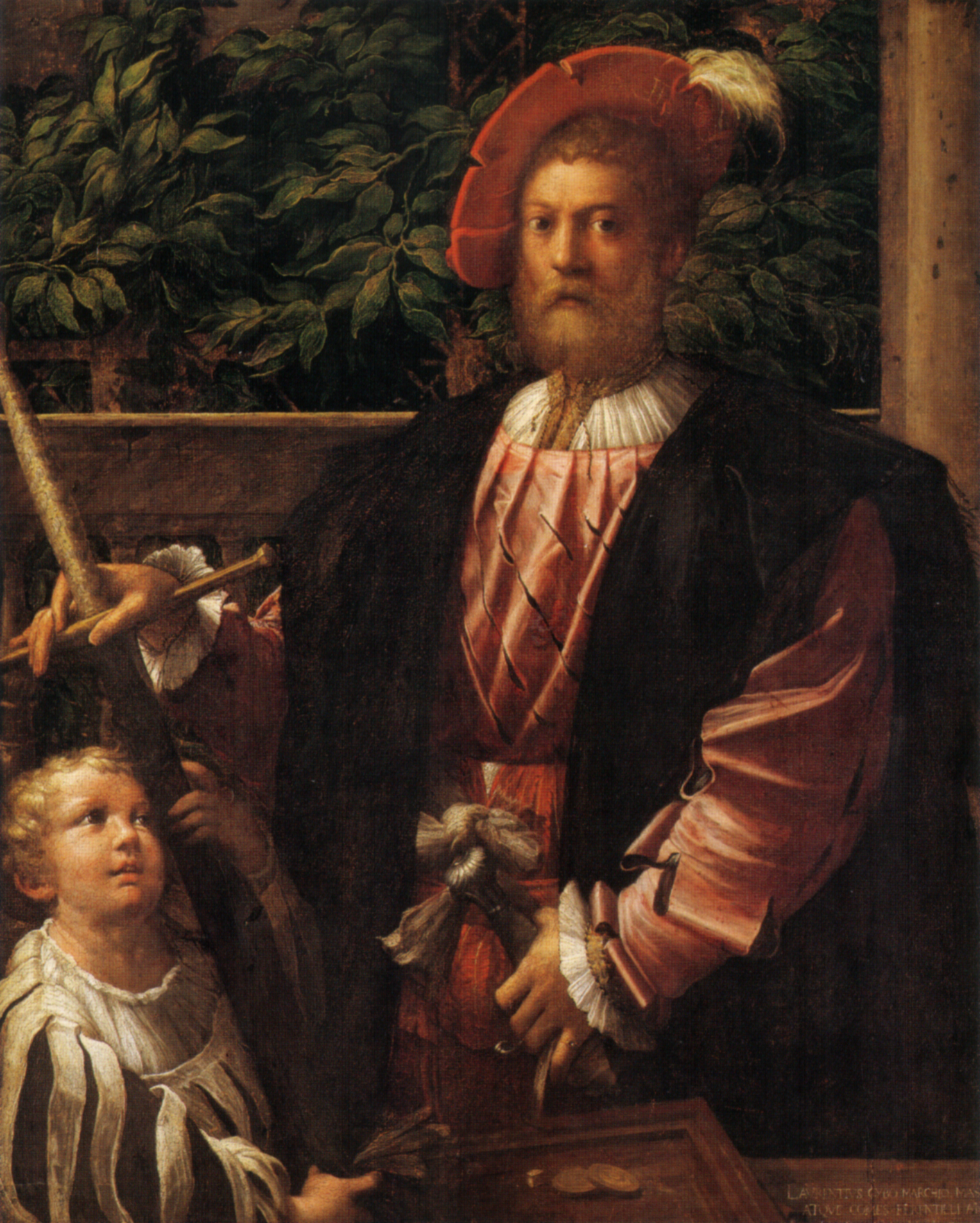
Lourenço Cybo, marido de Ricarda (por Parmigianino).

Em 1519, com a morte de Antonio Alberico II (poucos meses antes da de Cipião), apesar de ser mulher e da lei sálica, Ricarda assumiu o lugar do pai no governo de Massa e de Carrara, sob a supervisão da mãe. Jovem, órfã, viúva e com os seus direitos sucessórios contestados pelos herdeiros do seu tio, a marquesa procurou uma nova aliança matrimonial que a ligasse a uma influente Casa italiana que lhe assegurasse a posse dos seus estados. 
Assim, em 14 de maio de 1520, casa-se com Lourenço Cybo (também escrito Cibo), conde de Ferentillo, filho de Franceschetto Cybo (cujo pai era o Papa Inocêncio VIII) e de Madalena de Médici (filha de Lourenço, o Magnífico). O noivo gozava quer do apoio de Génova, quer do de Roma, sendo que o Papa Leão X era seu tio, e o cardeal Inocêncio Cybo, era o seu irmão, e ambos os verdadeiros arranjadores do casamento.
O testamento do defunto marquês, apesar de necessitar da aprovação do imperador Carlos V, indicava o filho mais velho de Ricarda como herdeiro universal, ou, no caso de sua pré-morte, os demais irmãos do sexo masculino por ordem de nascimento, ou, na falta disso, os da quarta filha Tadeia, ou em novas ausências e sempre respeitando a ordem de nascimento, os filhos das filhas das duas princesas. Por fim, se estes não tivessem deixado descendentes masculinos, a sucessão teria passado para os sobrinhos-netos do marquês, Francisco e Otaviano Malaspina, descendentes de seu irmão Francisco e de seu filho Luís. A lei sálica poderia assim aparecer, ainda que em grau mínimo, salvaguardada, e Ricarda foi entretanto nomeada «dona e senhora e usufrutuária e herdeira da sua herança [de António Alberico] e dos seus bens, enquanto ela tiver idade para conceber e ter filhos." Por outro lado, foi introduzido pela primeira vez o princípio da primogenitura, tradicionalmente não aplicado nas sucessões da família Malaspina.
Da união com Lourenço nasceram Leonor (1523), Júlio (1525) e Alberico I (1534), embora este último, apesar de sempre ter sido considerado legítimo, fosse com toda probabilidade filho do Cardeal Cybo, oficialmente seu tio.
Nos anos que se seguiram ao casamento, os cônjuges mudaram-se para Roma, onde Ricarda permaneceu até pouco antes do saque de 1527. Quando se soube que as tropas imperiais se aproximavam da cidade, contrariando as ordens do Papa Clemente VII, que proibiam o abandono da cidade por razões de ordem pública, fugiu com os filhos para Óstia, chegando a Civitavecchia, depois a Pisa, e finalmente a Massa.

### Confrontos com o marido Lourenço

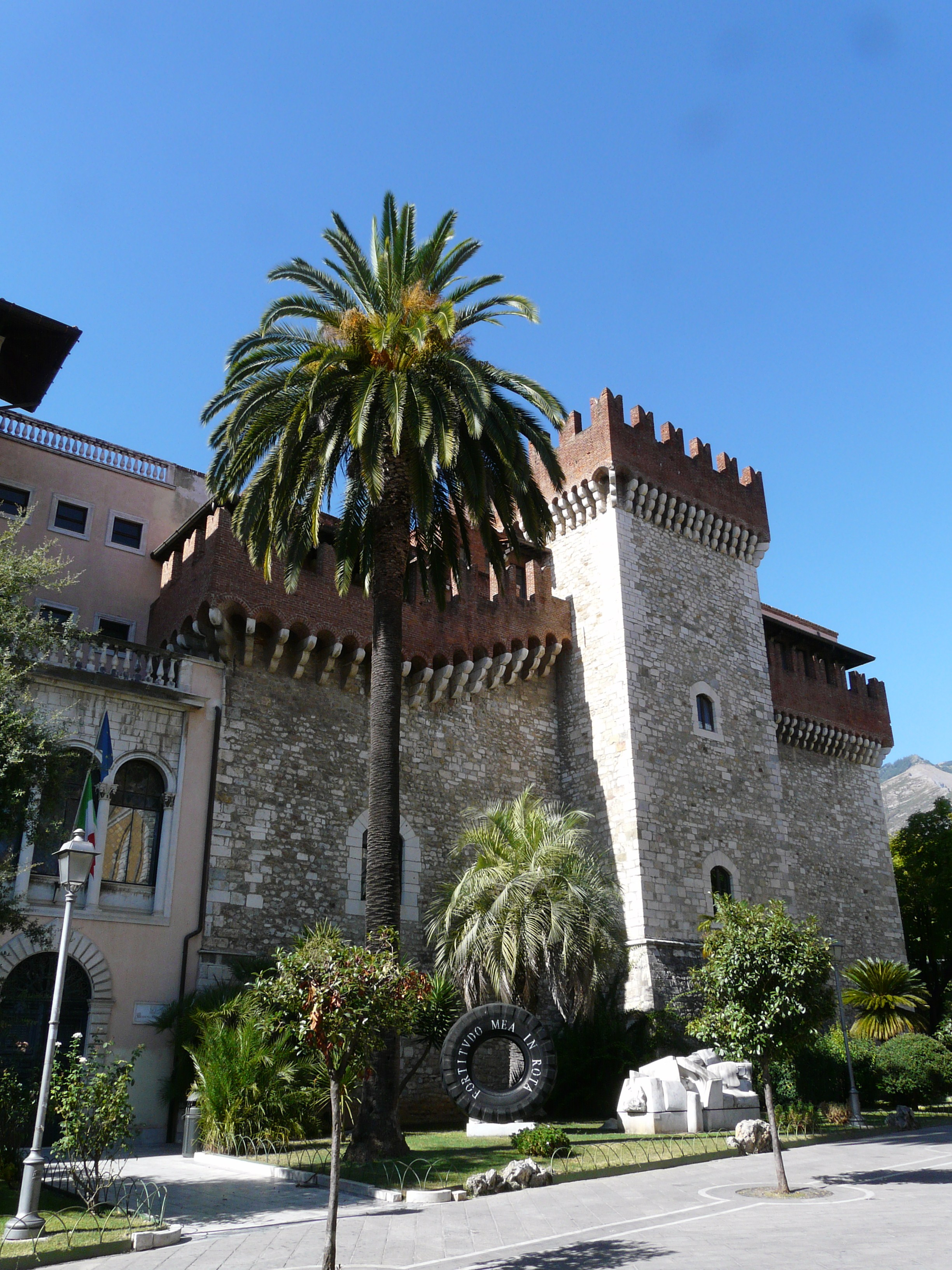
Palácio Cybo Malaspina, em Carrara.

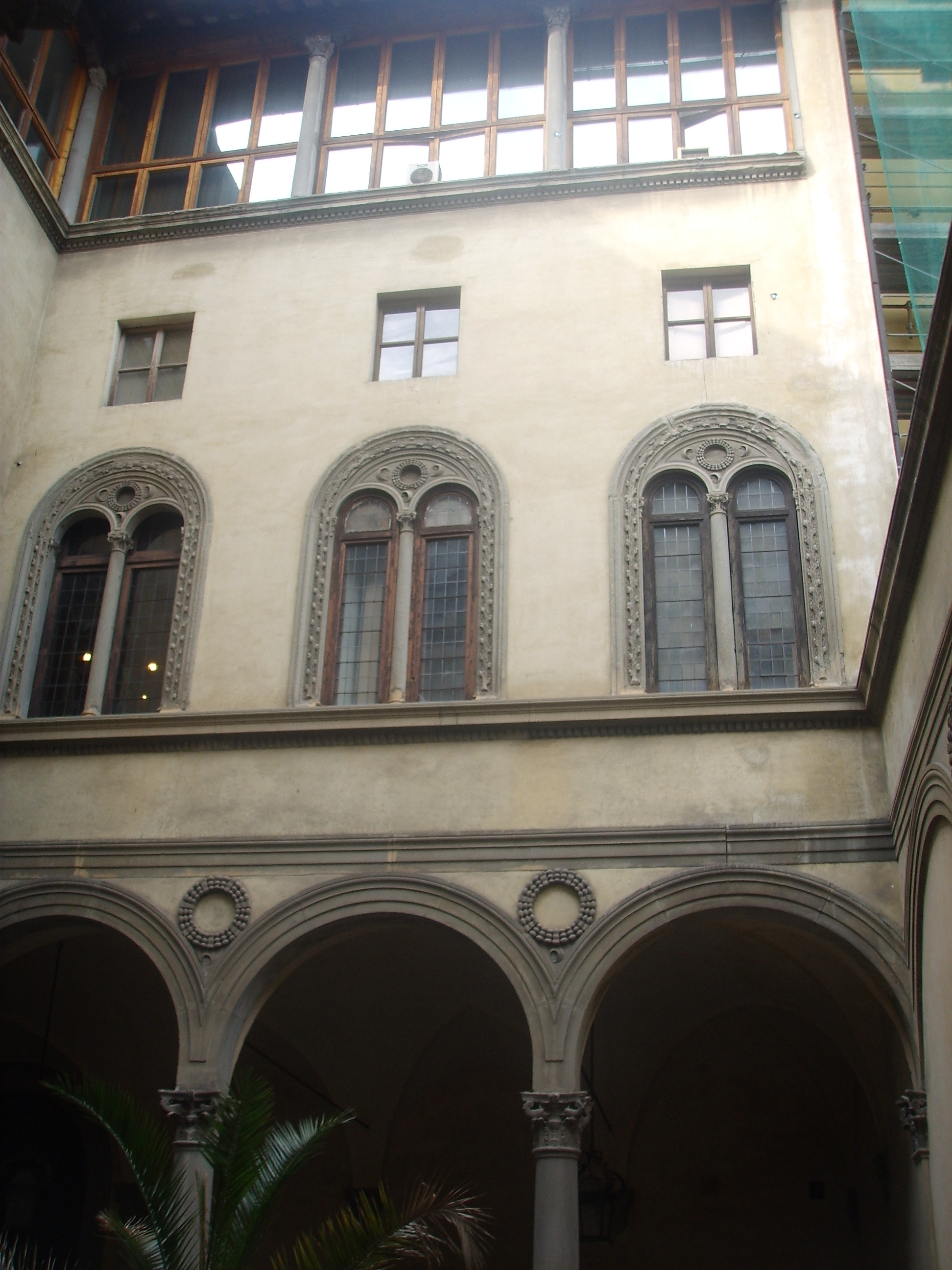
Palazzo Pazzi em Florença.

Durante sua estada em Roma, Ricarda conseguiu conquistar a amizade de pessoas influentes, capazes de orientar as escolhas do imperador Carlos V de Habsburgo sobre a atribuição definitiva do marquesado, que era um feudo imperial. Foi certamente graças a estas amizades que, em 16 de julho de 1529, com uma decisão absolutamente inusitada, Carlos V concedeu a investidura de Massa e Carrara suo jure a Ricarda e aos seus descendentes primogênitos do sexo masculino e, na sua ausência, também do sexo feminino. Assim, o objectivo perseguido por Ricarda desde 1525, foi finalmente alcançado em derrogação da lei sálica, mas à custa da abertura de uma guerra diplomática que a opôs ao marido até 1546. Na verdade, Lourenço também aspirava à investidura em seu nome (ou no de seu filho mais velho) dos domínios toscanos da família Malaspina e, com o apoio de seu primo, o Papa Clemente VII, também recorreu secretamente a Carlos V para obtê-lo. Naqueles anos, ele alcançou uma brilhante carreira militar e obteve posições cada vez mais prestigiosas, inclusive participando da cerimônia de coroação imperial em Bolonha. Foi aqui que, em 21 de março de 1530, conseguiu obter de Carlos V um diploma no qual as suas reivindicações ao marquesado foram aceitas, pelo menos, parcialmente: o imperador nomeou-o "co-senhor" (co-padrone) do feudo, bem como sucessor de Ricarda se ele sobrevivesse a ela. Neste ponto, Ricarda respondeu à iniciativa do marido, e, em 7 de abril de 1533 obteve algo inédito até então: o direito de nomear ela mesma o seu sucessor.
Em 1533 a "marchesana", como a chamavam em Florença, mudou-se para a capital toscana, onde permaneceu até 1537, residindo com o seu cunhado, o cardeal, e com a sua mãe Lucrécia, e a sua irmã Tadeia no Palazzo Pazzi, na via del Proconsolo, bem como na villa que pertenceu à mesma família e que se chamava "La Loggia de' Pazzi", edifícios que na verdade eram propriedade de seu marido Lourenço, como herdeiro de Franceschetto Cybo. Em 1535, juntou-se-lhes também a cunhada Catarina Cybo, duquesa viúva e regente de Camerino, forçada a fugir pela eleição, em outubro de 1534, do novo Papa Paulo III Farnese.
Ela, embora não fosse particularmente bela, era uma mulher de um temperamento forte, inteligente e impetuosa. Adorava divertir-se juntamente com a irmã Tadeia. A reputação dos seus costumes estava longe de ser imaculada. «Uma descrição de Ricarda e sua cunhada Catarina Cibo de 1524, quando visitaram Roma, dizia que eram "feios como diabos, mas amantes dos prazeres e, portanto, cortejadas pelos cardeais".» O poeta Ortensio Lando (cerca de 1510–1558) deixou-nos a seguinte piada sobre o seu apelido (que significa literalmente “espinho mau”): «Encontrei uma malaspina que pode ser abraçada à noite sem se magoar, mas sim com um certo prazer.» As “marquesanas” fizeram do Palazzo Pazzi um salão na moda e certamente não fizeram nenhum esforço para manter em sigilo as relações que mantinham com os cavalheiros que as frequentavam, maîtresse-en-titre, a primeira, Ricarda, de seu cunhado, o cardeal, plenipotenciário papal na própria pátria do pontífice, a outra, Tadeia, até do jovem duque de Florença, Alexandre de Médici, a quem deu, com toda a probabilidade, dois filhos naturais, aos quais foram dados os nomes de Júlio e Júlia (evidentemente muito populares na época no ambiente dos Medici).
Embora residisse longe de Massa, a ação da marquesa visava manter o poder sobre seus estados em sua posse exclusiva, e isso foi possível graças à ação de Inocêncio Cybo que, após se aposentar em Carrara em 1537, governou os estados em seu nome. Nos anos seguintes, Ricarda lutou pela exclusão do marido do 'condomínio', contestando a validade do testamento de seu pai Alberico (que previa que não seria Ricarda quem o sucederia diretamente, mas seu primogênito) em comparação com o pronunciamento superior do imperador que, pelo contrário, havia investido ela de seu pleno direito.
Neste ponto, Lourenço tentou, em 1538, assumir o marquesado pela força: conseguiu capturar o castelão e camerlengo de Massa Pedro Gassani, mas teve que desistir de prosseguir por conselho de seu irmão, o cardeal, que evidentemente o fez pensar sobre a impossibilidade de concretizar com êxito um projeto em detrimento da vontade imperial. Em 1541, Carlos V finalmente concordou com Ricarda e, com um diploma datado de 26 de setembro, revogou o direito concedido a Lourenço de participar no governo de Massa.

### Conflitos com seu filho Júlio e perda do marquesado

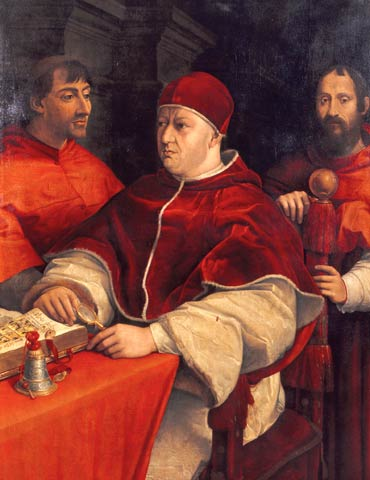
O Cardeal Inocêncio Cybo (direita), juntamente com o futuro Papa Clemente VII, seu primo em segundo grau (esquerda), e com o Papa Leão X, seu tio (centro).
(Giuliano Bugiardini, de Raffaello)

O legítimo pretendente ao feudo por força do testamento de António Alberico II era na realidade Júlio, o primogênito de Ricarda, mas as relações entre ele e a sua mãe eram muito tensas devido ao limitado benefício financeiro que ela lhe tinha atribuído e que tinha forçou-o a desistir de sua tão desejada carreira militar. Em 1545, as relações mãe-filho deterioraram-se ainda mais, e foi então que que Júlio decidiu tomar o poder pela força. Graças ao apoio de 20 arcabuzeiros recebidos de Galeotto Malaspina, marquês de Olivola na vizinha Lunigiana, auxiliado por alguns dos numerosos rebeldes do marquesado e pelo castelão Girolamo Ghirlanda, tentou ocupar Carrara em 28 de agosto de 1545. Tendo entrado no solar de Ricarda, por uma indecisão inicial e pela ação do cardeal Inocêncio que o deteve no momento da invasão, Júlio não conseguiu capturar sua mãe: ela teve tempo de se barricar na torre de menagem de onde conseguiu levantar assuntos contra os rebeldes. Para evitar serem cercados, Júlio e seus homens foram forçados a fugir.
Ricarda decidiu então deixar o marquesado novamente e ir para Roma (onde morava no palácio Cybo, na Piazza Navona, que veio a ser englobado no Palácio Pamphilj), atribuindo ao seu filho um aumento na dotação económica que, no entanto, o deixou insatisfeito. A essa altura, Júlio decidiu passar ao serviço do duque da Toscana Cosme I de Médici, que olhava com interesse para Massa, e além disso, na primavera de 1546, conseguiu obter o apoio da poderosa família Doria de Gênova. Júlio então, fortalecido por esses apoios (especialmente o do duque de Florença) e alavancando o descontentamento do povo de Massa devido à dureza do governo de sua mãe Ricarda, em outubro de 1546 ocupou com sucesso a cidade e a fortaleza, auxiliado por seu pai, Lourenço (que tomou o comando das tropas), e assumiu o título de marquês.

### Derrota e morte de seu filho Júlio e reconquista do marquesado

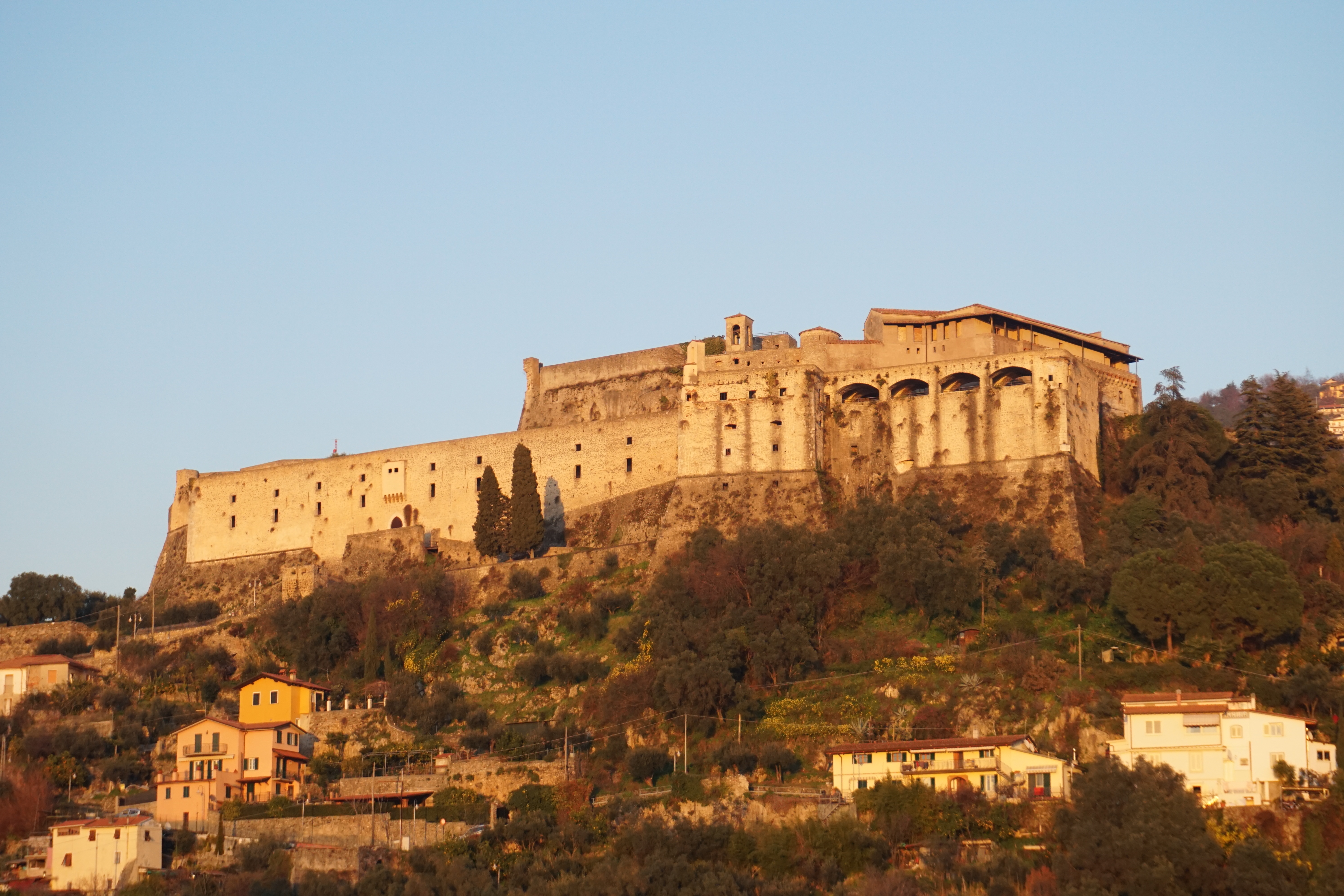
Fortaleza Malaspina em Massa.

No entanto, a posição de Júlio enfraqueceu, especialmente após o assassinato brutal de Pedro Gassani e dos seus dois filhos na noite entre 8 e 9 de novembro de 1546, que ele era suspeito de ter ordenado. Diante da perda do castelo, Ricarda já havia apelado em outubro para Ferrante I Gonzaga, governador de Milão e homem de confiança de Carlos V na Itália. Em novembro, o imperador decretou colocar provisoriamente o feudo nas mãos do próprio Gonzaga enquanto se aguardava a resolução da questão; pelo contrário, Júlio conseguiu que o estado fosse confiado ao cardeal Cybo e depois, em dezembro, casou-se com Peretta Doria, parente de Andrea Doria. A recalcitrância de Júlio em cumprir os decretos imperiais e as suspeitas suscitadas em Cosme I pelos seus laços cada vez mais estreitos com a família Doria, induziram o duque de Florença a mandá-lo prender em Pisa em 17 de Março de 1747 e a mantê- lo na prisão até ao dia 20, quando finalmente aceitou colocar o marquesado nas mãos do seu tio.
Na verdade, Júlio continuou a exercer fortes pressões sobre a mãe, com súplicas, promessas, ameaças e novos actos de força, e, principalmente graças à intercessão do Cardeal conseguiu finalmente a estipulação de um contrato oneroso com ela para a compra dos direitos do governo sobre o marquesado, permanecendo a soberania na posse da marquesa. Os encargos do contrato, no entanto, estavam absolutamente acima das suas possibilidades e planeava cobrir a grande dívida dele decorrente – no valor de 40.000 ducados – metade dos fundos que esperava poder angariar sozinho, e metade de todo o dote da sua mulher. Andrea Doria, o chefe de família, recusou-se a proceder ao pagamento do dote, culpando inicialmente as dificuldades financeiras da família durante esse período, e argumentando depois que já tinha praticamente pago o que devia pelo dote, ao financiar as tentativas de Giulio para tomar o marquesado à força.
A 27 de junho de 1747, pendente de pagamento por Júlio da totalidade do valor acordado, Ricarda retomou a posse do marquesado.
Depois de Doria se ter recusado a pagar-lhe o dote, na segunda metade do ano, Júlio aderiu a uma conspiração contra Doria montada por Ottobono Fieschi (?-1555) e outros refugiados genoveses em Veneza, e também apoiada pela família Strozzi de Florença, agora ao serviço de França, e pelo novo duque de Parma, Pedro Luís Farnésio, bem como, mais ou menos nos bastidores pelo pai deste último, o Papa Paulo III, e pelos franceses.
A conspiração foi descoberta antes de qualquer ação ser tomada e Júlio foi preso em Pontremoli a 22 de janeiro de 1748. Apesar das tentativas de o salvar por parte dos seus primos afastados Cosme I da Toscânia e Hércules II d'Este, duque de Ferrara, foi considerado culpado de traição pelo imperador e decapitado em Milão, em maio de 1548.
Ricarda trabalhou para salvar seu filho da morte, embora seja difícil estabelecer se ela realmente tentou de tudo. Em uma carta escrita de Roma em 2 de fevereiro de 1548, ele pediu graça a Carlos V.
A decapitação de seu filho foi seguida pela morte de seu marido em 14 de março de 1549. Escrevendo à sua irmã Tadeia, Ricarda exprimiu-se com palavras que são, segundo Calonaci, «emblemáticas da sua personagem»:

«Minha querida irmã, deveríeis ter sabido da morte do Senhor Lourenço por via de outras cartas minhas. Saiba que se alguém me tivesse dito que isso me deixaria triste, eu ter-lhe-ia cuspido na cara. Pelo contrário, garanto-lhe que me doeu.»
Ricarda, portanto, retornou a Massa, cuja fortaleza lhe foi devolvida em abril de 1549, e lá permaneceu até 1550, antes de se estabelecer novamente em Roma. Na fortaleza deixou o novo castelão Ricardo Lombardelli e um punhado de dezesseis soldados.
Ricarda tentou aproximar-se de Cosme I. Entre outras coisas, procurou e contou com o apoio do duque, especialmente em operações de intervenção mútua contra o banditismo endémico que infestava as fronteiras de Massa. A morte do Cardeal Cybo (1550), homem que fora o grande mentor da marquesa, contribuiu sem dúvida para a reaproximação com Cosme I, e de Roma Ricarda deu pessoalmente a notícia ao duque, solicitando a sua ajuda para os herdeiros do cardeal (que era neto de Lourenço o Magnífico). Ele deixou vários filhos, alguns dos quais também filhos da marquesa, que não surpreendentemente foi nomeada executora do testamento juntamente com o cardeal Joao Salviati, outro dos prelados da família alargada Médici, a quem também foi atribuída a função de guardião. Significativamente, o Cardeal Inocêncio também incluiu Alberico Cybo-Malaspina, oficialmente seu sobrinho (mas muito provavelmente, como já mencionado, seu filho), entre os beneficiários do testamento.
Em fevereiro de 1552, Ricarda arranjou o casamento deste último com Isabel Della Rovere, irmã de Guidobaldo II Della Rovere, duque de Urbino, ex-genro (agora casado novamente) de Catarina Cybo.


### Morte e herança
No início de 1553, já em precárias condições de saúde, Ricarda foi ao Bagni di Lucca para tratamento. Em maio o seu estado piorou e no dia 15 do mês ditou os seus últimos desejos ao notário Filippo Andreoni. Em seu testamento nomeou seu filho Alberico como sucessor e fundador da família Cybo-Malaspina e concedeu à sua irmã Tadeia o uso de suas residências romanas. Não se esqueceu nem das filhas legítimas Isabella, nascida do primeiro casamento, e Leonor, para quem o pai arranjara uma infeliz união com o nobre genovês Giovanni Luigi Fieschi em 1542, nem dos filhos naturais: Elena, reconhecida e legitimada por Inocêncio Cybo, a quem deixou 5.000 escudos de ouro, e Cipião, de seu amante, o embaixador imperial em Roma, Joao Fernández Manrique, marquês de Aguilar.
Ricarda Malaspina morreu, aos 56 anos, em 13 ou 16 de junho de 1553, provavelmente em Massa. Seu filho Alberico mandou enterrar os restos mortais na cripta da catedral de Massa, compondo-os junto com os de seu pai Lourenço e de seu irmão Júlio.
Ao contrário do marido, que se fez retratar num prestigioso quadro de Parmigianino, a marquesa Ricarda não se preocupou com as artes e dela resta apenas uma única reprodução atribuída ao escultor Pietro Aprile da Carona (1481-1558 ca.). Trata-se de um busto, um alto relevo em mármore, próximo ao de sua mãe Lucrécia d'Este, com roupas de penitente, colocado no sarcófago da irmã mais velha Leonor, no sepulcro Cybo-Malaspina da Catedral de Massa. Na cripta foram sepultados quase todos os descendentes de Ricarda e Lourenço Cybo.
A marquesa era uma mulher forte e teimosa, à frente do seu tempo, amante dos prazeres e da moral fácil, mas também orgulhosa das suas prerrogativas e decidida a defendê-las a todo o custo, mesmo contra os homens da família que lhe pareciam decididos a abusando deles. Foi graças aos resultados alcançados durante a sua trágica vida que os estados de Massa e Carrara tiveram a possibilidade de serem governados, nos seus últimos cem anos de existência autónoma, por três ilustres duquesas: Ricarda Gonzaga, como regente, de 1731 a 1744, e , como governantes legítimas, a sua filha Maria Teresa Cybo-Malaspina, de 1731 a 1790, e a filha deste última, Maria Beatriz Ricarda d'Este, de 1790 a 1829 (embora com o intervalo napoleónico), que, apesar de serem mulheres, tinham direito reinar em nome próprio apenas porque descendiam da marquesa Ricarda Malaspina.

## Descendência
Ricarda teve descendência dentro e fora dos seus dois matrimónios.
Do primeiro casamento com Cipião Fieschi, nasceu apenas uma filha:
- Isabel Fieschi (Isabella), casou com Vitaliano Visconti Borromeo;

Do segundo casamento com Lourenço Cybo, teve três filhos:
- Leonor (Eleonora) (1523 - 1594) casou em 1543 com Giovanni Luigi Fieschi, conde de Lavagna e patrício genovês, e em 1549, com Gian Ludovico Vitelli, marquês de Cetona, conde de Montone e nobre da Cidade de Castello. Depois de viúva, retirou-se para o mosteiro das freiras beneditinas (le Murate) de Florença, onde já tinha passado muitos anos da sua juventude;
- Júlio I (Giulio) (1525- 1548), marquês de Massa e Senhor de Carrara, que veio a casar com Peretta Doria, prima em segundo grau de Andrea Doria;
- Alberico I (Alberico) (1534-1623) que, em 1553, sucede à mãe em Massa e Carrara.

A estes devem juntar-se alguns filhos naturais:
- Leonor (Eleonora) e Ricarda (Ricciarda), filhas legitimadas tidas do cunhado, o cardeal Inocêncio Cybo;
- Cipião (Scipione), tido de Joao Fernández Manrique, marquês de Aguilar, embaixador imperial junto do Papa;
- Júlia (Giulia) (1535 ca.-1591), de pai incerto, que veio a casar em 1552 com Niccolò Grimaldi, príncipe de Salerno, duque de Eboli, marquês de Diano e patrício genovês.[20][21]